# Lyda Borelli

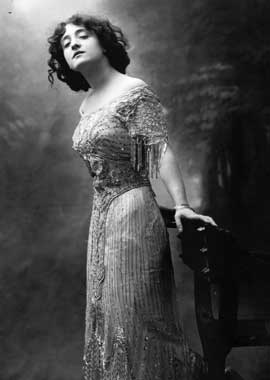

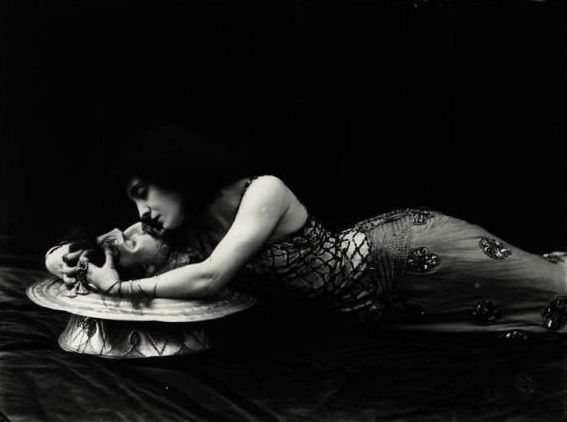
como Salomé.

Lyda Borelli (Génova, 1884 - Roma, 1959) fue una actriz italiana. "La divina Borelli" fue el emblema del cine mudo italiano y "mujer fatal" del cine de su era junto a Francesca Bertini (1892-1985) y Pina Menichelli (1890-1984).
Hija del actor Napoleone Borelli y hermana de la actriz Alda Borelli, comenzó de niña su carrera junto con Paola Pezzaglia en el drama de Pierre Decourcelle I due derelitti (Les deux gosses).
Entre 1913 y 1918 trabajó en varias películas mudas, entre ellas Rapsodia satanica, Fior di male, Malombra, Una noche en Calcuta.
Dejó de actuar en 1918 cuando se casó con el industrial Giorgio Cini. Su hijo Giorgio murió en un accidente aéreo cuando iba a formalizar su compromiso con la actriz Merle Oberon.
Llamada "La romántica Greta Garbo negra" su historia es contada en el filme "Diva Dolorosa" de 1999.